# Кат, Вим
Виллем Хендрик (Вим) Кат (нидерл. Willem Hendrik (Wim) Kat; 24 октября 1904, Амстердам — 23 июня 1990, Гронинген) — нидерландский легкоатлет, выступавший в беге на средние дистанции. Участник летних Олимпийских игр 1924 года.

## Биография
Вим Кат родился 24 октября 1904 года в нидерландском городе Амстердам. Отец — Йоханнес Кат, мать — София Мария Данкерс.
Выступал в легкоатлетических соревнованиях за АВ-23 из Амстердама. В 1925 году стал чемпионом Нидерландов в беге на 400 метров.
В 1924 году вошёл в состав сборной Нидерландов на летних Олимпийских играх в Париже. В беге на 400 метров в 1/8 финала занял 3-е место, показав результат 51,8 секунды и уступив 0,6 секунды попавшему в четвертьфинал со 2-го места Шону Лавану из Ирландии. Также был заявлен в эстафете 4х400 метров, но не вышел на старт.
Умер 23 июня 1990 года в нидерландском городе Гронинген.

## Семья
Женился в возрасте 41 года — его супругой стала 28-летняя Мария Катарина Стро, уроженка Ден-Хелдера. Их брак был зарегистрирован 12 сентября 1946 года в Кортенхуфе.